# Otis Williams
Pour les articles homonymes, voir Williams.
Otis Clayborn Williams, de son vrai nom Otis Miles Jr., né le 30 octobre 1941 à Texarkana (Texas), est un chanteur baryton américain, connu pour être l'un des cofondateurs du groupe The Temptations dans les années 1960.

## Biographie
Otis Clayborn Williams est le fils de Hazel Louise Williams et de Otis Miles Sr. Alors qu'il a dix ans ses parents se séparent, Otis et sa mère emménagent à Détroit, dans l'État du Michigan, vivant avec sa mère, il utilise le nom de famille de sa mère et se fait appeler Otis Williams. 
Otis a suivi ses études secondaires à la Northwestern High School (Michigan) (en) de Détroit, c'est là qu'il fait la connaissance de futurs membres des Temptations, Melvin Franklin (en) et Richard Street,,

### Carrière
Otis Williams est marqué par des groupes comme The Cadillacs et les The Teenagers de Frankie Lymon.
Au début des années 1960, Otis Williams fait partie de plusieurs groupes locaux de Détroit : The Siberians, The El Domingoes et  The Distants ; ce dernier groupe fusionne avec les membres des Primes, la nouvelle formation prend le nom The Temptations,.
Otis Williams est le dernier membre encore vivant des Temptations.
La mini-série télévisée The Temptations (miniseries) (en) est basée sur les mémoires d'Otis Williams.

### Vie privée
- 1961 : Otis Williams épouse Josephine Rogers, le couple divorce en 1964, de leur union naît Otis Lamont Williams, décédé en 1983[8],[9].
- 1967 : il épouse Ann Cain, le couple divorce en 1973[10].
- 1983 : il épouse  Arleata “Goldie” Williams, le couple divorce en 1997, de  leur union naît Elan Carter devenue une actrice et un mannequin[8],[11],[12].

Otis Williams a été fiancé à la chanteuse Patti LaBelle,,.

## Prix et distinctions
- 1989 : cérémonie d'inscription sur le Rock and Roll Hall of Fame avec les autres membres des Temptations[16].
- 2013 : co-lauréat avec les membres des Temptations du Grammy Award, récompensant l'ensemble de leurs œuvres (Lifetime Achievement Award)[17],[18].

## Discographie (sélective)
- 1957 : Their All Time Hits, label Deluxe,
- 1959 : This Is Otis Williams & the Charms, label King
- 1971 : Otis Williams & the Midnight Cowboys, label Stop Records